# 解仇
解仇（？—478年）是百济大臣，文周王时，解仇官拜兵官佐平，专权用事。文周王不满，要压制解仇。477年9月，解仇暗杀文周王，立文周王的长子为三斤王，一切军政大事皆由解仇主持。次年，解仇与恩率（三品官）燕信在大豆城（今忠清北道清州市）反叛。三斤王令佐平真男、德率（四品官）真老讨伐，击杀解仇。